# فلاديسلافا يفتوشينكو
 فلاديسلافا يفتوشينكو (الروسية; Владислава Евтушенко؛ مواليد 1 مايو 1996 في تشيتا) ممثلة راقصة، عارضة روسية، والوصيفة الأول لمسابقة ملكة جمال روسيا 2015، والتي اختيرت لتكون ملكة جمال كون روسيا 2015. ومثلت روسيا في مسابقة ملكة جمال الكون 2015.

## روابط خارجية
- موقع ملكة جمال روسيا الرسمي